# Taybosc
Taybosc település Franciaországban, Gers megyében. Lakosainak száma 66 fő (2022. január 1.). Taybosc Goutz, Maravat, Pis, Puycasquier és Saint-Brès községekkel határos.

## Népesség
A település népessége az elmúlt években az alábbi módon változott:
| Lakosok száma | 66   | 59   | 64   | 53   | 72   | 68   | 62   | 61   | 61   | 66   |
|               | 1968 | 1982 | 1990 | 2006 | 2013 | 2015 | 2017 | 2019 | 2020 | 2022 |